# Karabin Mauser M1871/84
Mauser M1871/84 – pierwszy niemiecki karabin powtarzalny, modyfikacja karabinu Mauser M1871.

## Historia konstrukcji
W 1871 roku do uzbrojenia armii Prus wprowadzono jednostrzałowy karabin Mauser M1871. W następnych latach stał się on podstawowym karabinem armii państw Cesarstwa Niemieckiego.
Pod koniec lat 70. XIX wieku do uzbrojenia armii europejskich zaczęły wchodzić karabiny powtarzalne i jednostrzałowy M1871 stał się konstrukcją przestarzałą. W 1884 roku zespół konstruktorów Królewskiej Fabryki Karabinów w Spandau wyposażył karabin M1871 w stały, magazynek rurowy. Po testach nowy karabin został przyjęty do uzbrojenia jako Infanterie-Gewehr Mod. 71/84 (I.G. Mod. 71/84).
W następnych latach M1871/84 zastąpił jednostrzałowe karabiny M1871. Powstała także wersja kalibru 9,5 mm (Mauser M1887) produkowana na zamówienie armii tureckiej.
Karabin Mauser M1871/84 pozostawał na uzbrojeniu armii niemieckiej do końca I wojny światowej, ale po wprowadzeniu do uzbrojenia karabinu Komissiongewehr w 1888 był wycofywany z jednostek pierwszoliniowych i po 1890 był używany wyłącznie przez jednostki tyłowe. Po wycofaniu z uzbrojenia duża liczba karabinów M71/84 została sprzedana użytkownikom cywilnym w USA i Kanadzie, gdzie były używane do lat 50. XX wieku.

## Opis
Mauser M1871/84 był bronią powtarzalną, z zamkiem ślizgowo-obrotowym czterotaktowym. Jedynym ryglem była rączką zamkowa. Karabin wyposażony był w bezpiecznik. Bezpiecznik miał postać skrzydełka znajdującego się w tylnej części zamka. Karabin Mauser M1871/84 był zasilany z 8-nab. magazynka rurowego umieszczonego pod lufą. M1871/84 był wyposażony w łoże i kolbę drewniane. M1871/84 był wyposażony w mechaniczne przyrządy celownicze składające się z celownika ramkowego i muszki (nastawy celownika 250–1600 m).